# Weltorganisation für Meteorologie
Die Weltorganisation für Meteorologie (englisch World Meteorological Organization, kurz WMO; spanische und französische Abkürzung OMM), umgangssprachlich auch Weltmeteorologiebehörde oder Weltwetterorganisation, ist eine Sonderorganisation der Vereinten Nationen. Die WMO hat 193 Mitglieder in Form von Staaten und Territorien. Der Sitz ist Genf in der Schweiz.
Sie geht auf die von C. H. D. Buys Ballot zwischen 1873 und 1879 ins Leben gerufene Internationale Meteorologische Organisation (IMO) zurück. Auf der IMO-Konferenz 1947 in Washington, D.C. wurde die WMO-Konvention angenommen und die Organisation zum März 1950 in die WMO überführt. Ein Jahr später wurde die WMO eine UN-Organisation.

## Zielsetzungen
Die WMO soll
- die weltweite Kooperation bei der Einrichtung von Netzwerken von Wetterstationen für meteorologische, hydrologische und andere geophysikalische Beobachtungen, die meteorologisch relevant sind, unterstützen, sowie die Einrichtung und den Erhalt von Zentren, die meteorologische und verwandte Dienstleistungen bereitstellen, fördern;
- die Einrichtung und den Erhalt von Systemen zum schnellen Austausch meteorologischer Daten und verwandter Informationen fördern;
- die Standardisierung von meteorologischen und verwandten Beobachtungen fördern und eine einheitliche Veröffentlichung von Beobachtungen und Statistiken sichern;
- die Anwendung der Meteorologie in Luftfahrt, Schifffahrt, Landwirtschaft und anderen anthropogenen Aktivitäten vorantreiben;
- die Aktivitäten im Bereich der operationellen Hydrologie fördern und die enge Kooperation zwischen meteorologischen und hydrologischen Diensten vorantreiben;
- Forschung und Ausbildung in der Meteorologie und – falls nötig – in verwandten Gebieten stärken und bei der Koordinierung der internationalen Aspekte solcher Forschungs- und Ausbildungsvorhaben mitwirken.

## Geschichte
Im Jahr 1873 wurde der „Erste internationale Meteorologen-Congress“ in Wien abgehalten, dessen Beschlüsse die Basis für eine weltweite internationale Zusammenarbeit der meteorologischen Dienste in der Internationalen Meteorologischen Organisation (International Meteorological Organization, IMO) bildeten. Aus dieser Organisation ging die WMO hervor. Ihre Gründungskonvention trat am 23. März 1950 in Kraft.
1979 veranstaltete die WMO in Genf die erste Weltklimakonferenz (12.–23. Februar). Diese führte im Mai des gleichen Jahres zur Annahme des Weltklimaprogramms (WCP – World Climate Programme).
Seit 1991 wird das Aircraft Meteorological Data Relay eingesetzt.
2007 erhielt der 1988 gemeinsam vom Umweltprogramm der Vereinten Nationen (UNEP) und der WMO eingerichtete IPCC, oft auch als „Weltklimarat“ bezeichnet, für seine Forschungsarbeiten zu gleichen Teilen mit Al Gore den Friedensnobelpreis.
2018 wurde der WMO für ihre Verdienste der Lui-Che-Woo-Preis in Hongkong verliehen.

## Finanzen
Für das Jahr 2022 lagen die Einnahmen der Organisation bei 95 Millionen Schweizer Franken und die Ausgaben bei 96,7 Millionen Schweizer Franken. Die WMO finanziert sich aus den freiwilligen Beiträgen der Mitgliedsländern und privaten Spenden.
Im Jahr 1985 betrug der Jahreshaushalt 58 Mio. DM.

## Struktur
Die Führungsebene der WMO ist der Executive Council unter der Leitung des Präsidenten (seit 2023 Abdulla Al Mandous) und Vizepräsidenten, das Gremium als Generalversammlung der World Meteorological Congress. Die administrative Führungsabteilung ist das Secretariat unter Leitung der Generalsekretärin. Nach Ablauf seiner zweiten vierjährigen Amtszeit Ende 2023 wurde der Finne Petteri Taalas zum Januar 2024 von der Argentinierin Celeste Saulo abgelöst.
Die Mitglieder sind 193 Staaten und 6 Territorien (Stand 2023), die durch ihre nationalen beziehungsweise regionalen Wetterdienste vertreten werden.
Die Organisation umfasst sechs Regional associations, sie bilden die Regionalversammlungen der Mitglieder: Africa; Asia; South America; North America, Central America and the Caribbean; South-West Pacific; Europe (mit Mittlerer Osten und Grönland) – diese bilden auch die üblichen meteorologischen Regionen (die siebte ist die Antarktis).
Funktionale Organisationseinheiten sind acht Technical commissions:
- Commission for Aeronautical Meteorology – CAeM
- Commission for Agricultural Meteorology – CAgM
- Commission for Atmospheric Sciences – CAS
- Commission for Basic Systems – CBS
- Commission for Climatology – CCl
- Commission for Hydrology – CHy
- Commission for Instruments and Methods of Observation – CIMO
- Joint WMO-IOC Commission for Oceanography and Marine Meteorology – JCOMM

Deren Generalversammlung ist das Meeting of Presidents of technical commissions.
Die Arbeit der WMO ist in etliche wissenschaftliche und technische Programme wechselnder Anzahl gegliedert, die jeweils aus Unterprogrammen bestehen. Wichtigstes Programm ist das World Weather Watch Programme (WWWP), das weltweit auf über 10.000 Wetterstationen zurückgreift und Standards für die Messung, den Austausch und die Verarbeitung meteorologischer Daten entwickelt.
Die WMO-Mitgliedsländer senden bevollmächtigte Fachleute in die Kommission für Infrastruktur (Commission for Basic Systems), die alle zwei Jahre notwendig gewordene technische Änderungen (Datenstrukturierungen, Datenübertragungsprotokolle, Abkürzungsschlüssel) miteinander abstimmen. Nach entsprechender Einigung werden diese Neuerungen in den WMO Handbüchern 306 und 386 allgemein zugänglich gemacht. Die ständigen Vertreter bei der WMO sind: von Deutschland der jeweilige Präsident des Deutschen Wetterdienstes, von Österreich der Behördenleiter der Zentralanstalt für Meteorologie und Geodynamik und von der Schweiz der Direktor des Bundesamtes für Meteorologie und Klimatologie.
Im Jahr 2020 wurde die Organisationsstruktur der WMO reformiert. Aus bisher acht Fachkommissionen wurden zwei Kommissionen. Diese setzen sich aus Experten zusammen, die den Zielen der Organisation dienende Themen untersuchen und dem Exekutivrat/Kongress Empfehlungen vorlegen. Die beiden Fachkommissionen sind:
- Commission for Weather, Climate, Water and Related Environmental Services & Applications – SERCOM
- Commission for Observation, Infrastructure and Information Systems – INFCOM

## Präsidenten
| Präsident                      | Nationalität                 | Jahr      |
| ------------------------------ | ---------------------------- | --------- |
| C. H. D. Buys Ballot           | Niederlande                  | 1873–1879 |
| Heinrich von Wild              | Schweiz                      | 1879–1896 |
| Éleuthère Mascart              | Frankreich                   | 1896–1907 |
| William Napier Shaw            | Vereinigtes Königreich       | 1907–1923 |
| Ewoud van Everdingen           | Niederlande                  | 1923–1935 |
| Theodor Hesselberg             | Norwegen                     | 1935–1946 |
| Nelson K. Johnson              | Vereinigtes Königreich       | 1946–1951 |
| Francis W. Reichelderfer       | Vereinigte Staaten           | 1951–1963 |
| Alf Nyberg                     | Schweden                     | 1963–1971 |
| M. F. Taha                     | Ägypten                      | 1971–1979 |
| Roman L. Kintanar              | Philippinen                  | 1979–1987 |
| Zou Jingmeng                   | Volksrepublik China          | 1987–1995 |
| John Zillman                   | Australien                   | 1995–2003 |
| Alexander Iwanowitsch Bedrizki | Russland                     | 2003–2011 |
| David Grimes                   | Kanada                       | 2011–2019 |
| Gerhard Adrian                 | Deutschland                  | 2019–2023 |
| Abdulla Al Mandous             | Vereinigte Arabische Emirate | seit 2023 |

## Generalsekretäre
| Generalsekretär          | Nationalität           | Jahr                       |
| ------------------------ | ---------------------- | -------------------------- |
| Gustav Swoboda           | Schweiz                | 1938–1951 (IMO), 1952–1955 |
| David Arthur Davies      | Vereinigtes Königreich | 1956–1979                  |
| Aksel C. Wiin-Nielsen    | Dänemark               | 1980–1983                  |
| Godwin Olu Patrick Obasi | Nigeria                | 1984–2003                  |
| Michel Jarraud           | Frankreich             | 2004–2015                  |
| Petteri Taalas           | Finnland               | 2016–2023                  |
| Celeste Saulo            | Argentinien            | seit 2024                  |

## WMO-Auszeichnungen
Seit 1956 verleiht die WMO bzw. ihre Vorgängerorganisation IMO den International Meteorological Organization Prize für herausragende Leistungen auf dem Gebiet der Meteorologie.
Zur Förderung junger Nachwuchsforscher im Bereich der Meteorologie wird seit 1967 der WMO Research Award for Young Scientists verliehen.
Der Professor Vilho Väisälä Award wird für herausragende Forschungsarbeiten insbesondere in Zusammenhang mit Beobachtungsmethoden und Messinstrumenten vergeben. Der Preis wurde erstmals 1985 verliehen. 2004 beschloss der Exekutivrat der WMO die Auslobung eines zweiten Professor Vilho Väisälä Awards. Dieser wird für Arbeiten mit meteorologischen Geräten in Entwicklungs- und Schwellenländern vergeben.
Von 1987 bis 2014 verlieh die WMO den Norbert Gerbier-MUMM International Award. Er wurde für eine wissenschaftliche Originalarbeit über den Einfluss der Meteorologie auf einem bestimmten Gebiet der Natur- oder Geisteswissenschaften oder den Einfluss einer dieser Wissenschaften auf die Meteorologie vergeben.
Am 15. Dezember 2020 zeichnete eine unabhängige internationale Jury, die sich aus 13 Expertinnen und Experten zusammensetzte, die WetterOnline App beim ersten WMO Weather International Awards 2020 (WIWAA) mit einem Ehrenpreis aus. WetterOnline konnte sich als einziger deutscher Teilnehmer unter 118 internationalen Mitbewerbern durchsetzen.